# Distrito de Balatonalmádi
El distrito de Balatonalmádi (húngaro: Balatonalmádi járás) es un distrito húngaro perteneciente al condado de Veszprém.
En 2013 su población era de 24 479 habitantes. Su capital es Balatonalmádi.

## Municipios
El distrito tiene 3 ciudades (en negrita) y 8 pueblos (población a 1 de enero de 2013):
- Balatonakarattya
- Balatonalmádi (8506) – la capital
- Balatonfőkajár (1339)
- Balatonfűzfő (4248)
- Balatonkenese (3334)
- Csajág (834)
- Felsőörs (1591)
- Királyszentistván (471)
- Küngös (503)
- Litér (2127)
- Papkeszi (1526)